# Jacques de Maleville
Pour les articles homonymes, voir Maleville (homonymie).
Jacques de Maleville, né et baptisé le 19 juin 1741 à Domme, où il est mort le 22 novembre 1824 à dix heures du matin, à l'âge de 83 ans, jurisconsulte et homme politique français, fut l'un des rédacteurs du Code civil.

## Biographie

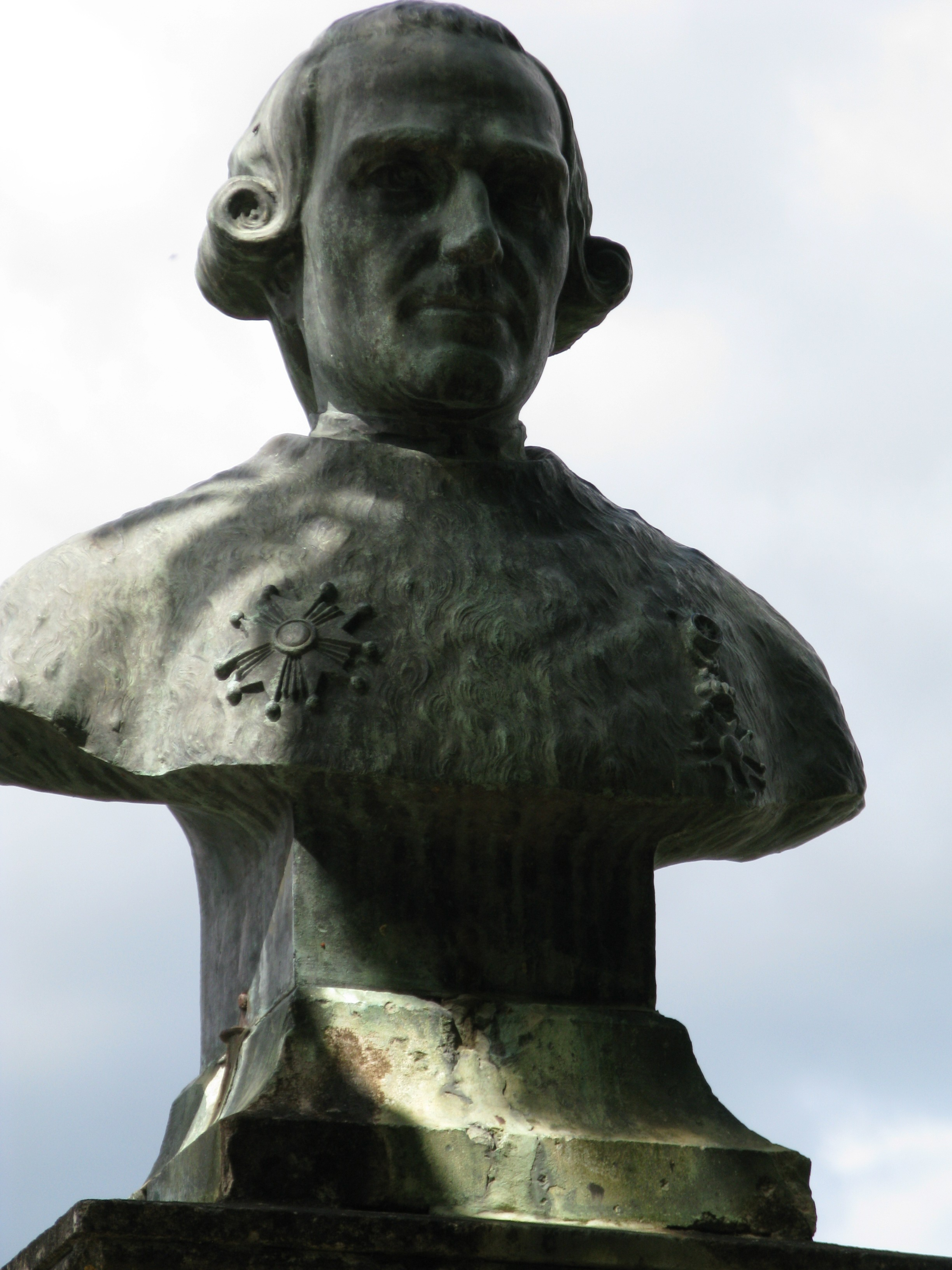
Buste de Jacques de Maleville à Domme.

Fils de Pierre Maleville, bourgeois et négociant de Domme et de Louise Anne Molène, marié le 5 juillet 1773 au Bugue, Dordogne, avec Pauline Lafaye (ou de La Faye), dont sept enfants, deux fils et cinq filles :
- Françoise Émilie de Maleville (1774-1778)
- Marie Pauline de Maleville (1775)
- Marie Marguerite de Maleville (1777)
- Pierre-Joseph de Maleville (1778-1832), suivit lui aussi une brillante carrière politique et juridique ; il épousa la fille du  baron Liborel.
- Marie Antoinette Pauline de Maleville (1779-1868)
- Pierre Joseph Jacques de Maleville (1783-1836)
- Marie Marguerite Rose de Maleville (1785-1857)

Avocat à Bordeaux en 1789, il devient en 1790 président du directoire de la Dordogne puis juge au tribunal de cassation de 1791 à 1795.
Il est membre du Conseil des Anciens de 1795 à 1799 puis redevient juge au tribunal de cassation.
Sous le consulat de Bonaparte il fait partie, en tant que secrétaire rédacteur, des quatre rédacteurs du Code civil français avec Jean Étienne Marie Portalis, Félix Julien Jean Bigot de Préameneu et François Denis Tronchet. Sur ces quatre rédacteurs, il est celui qui vient du Sud-Ouest de la France, c'est-à-dire d'un pays de droit écrit comme Portalis. Il défend avec ce dernier la conception romaine contre les partisans de la coutume, s'opposant par ailleurs au divorce.
Maleville fut nommé sénateur en 1806. Il est créé baron d'Empire sur institution de majorat par lettres patentes du 26 avril 1808, puis comte de l'Empire sur institution de majorat par lettres patentes du 31 janvier 1810, confirmé héréditaire par ordonnance royale du 3 février 1815, ensuite marquis-pair par ordonnance royale et lettres patentes du 31 août 1817, confirmé sur promesse d'institution de majorat par lettres patentes du 9 décembre suivant. Il est nommé grand officier de la Légion d'honneur en 1817 par Louis XVIII, en remerciement pour avoir voté la déchéance de Napoléon Ier.

## Hommage
- Rue Maleville (Paris)
- Rue Jacques de Maleville (Domme, Dordogne)

## Ouvrages
- Analyse raisonnée de la discussion du Code civil au conseil d'État (1804-1805)
- un traité du Divorce, (1801-1816)

## Sources bibliographiques
Cet article comprend des extraits du Dictionnaire Bouillet. Il est possible de supprimer cette indication, si le texte reflète le savoir actuel sur ce thème, si les sources sont citées, s'il satisfait aux exigences linguistiques actuelles et s'il ne contient pas de propos qui vont à l'encontre des règles de neutralité de Wikipédia.
- « Jacques de Maleville », dans Adolphe Robert et Gaston Cougny, Dictionnaire des parlementaires français, Edgar Bourloton, 1889-1891 [détail de l’édition]
- Sylvie Guillaume et Bernard Lachaise (Université Bordeaux-Montaigne. Centre aquitain de recherches en histoire contemporaine), Dictionnaire des parlementaires d'Aquitaine sous la Troisième République, Talence, Presses Universitaires de Bordeaux, 1998, br, couv. ill.; 624, 24 cm (ISBN 2-86781-231-3 et 9782867812316, OCLC 468077217, BNF 37035405, SUDOC 045199868, présentation en ligne, lire en ligne), p. 99 à 101
- Titres A. de la N., D. de La Barre de Raillicourt et Armorial, H. Jougla de Morenas[Quoi ?]
- Jacques de Maleville, un réformateur modéré au service d'un projet de nation: du cahier de doléances de Domme à la corédaction du Code civil, Olivia Arana de Maleville, Fondation Napoléon, novembre 2024 [lire en ligne]